# 赫尔穆特·拉达赫
赫尔穆特·拉达赫（德語：Helmut Radach，1915年2月1日—？），德国男子赛艇运动员。他曾代表德国参加1936年夏季奥林匹克运动会赛艇比赛，获得男子八人单桨有舵手铜牌。